# Meromacrus unicolor
Meromacrus unicolor är en tvåvingeart som först beskrevs av Wulp 1882.  Meromacrus unicolor ingår i släktet Meromacrus och familjen blomflugor.
Artens utbredningsområde är Guadeloupe. Inga underarter finns listade i Catalogue of Life.